# Boris sans Béatrice
Boris sans Béatrice is een Canadese film uit 2016, geschreven en geregisseerd door Denis Côté. De film ging op 12 februari in première op het Internationaal filmfestival van Berlijn.

## Verhaal
Boris is een succesvol en arrogant man in het huidige Quebec, net zoals zijn vrouw Béatrice, een minister in het Canadees parlement. Alles verandert wanneer zijn vrouw door een zware depressie gekluisterd geraakt aan het bed en voor verdere verzorging haar tijd doorbrengt in hun afgelegen buitenverblijf. Ondertussen heeft Boris enkele buitenechtelijke relaties met zijn collega Helga en het jonge dienstmeisje Klara. Op een dag ontvangt Boris een briefje van een mysterieuze man die vraagt hem te ontmoeten in een bos midden in de nacht. Daar wordt Boris geconfronteerd met een aantal vragen die hij liever niet hoorde. Boris probeert zijn leven een andere weg op te leiden maar krijgt meer en meer de indruk dat hij heimelijk in de gaten gehouden wordt.

## Rolverdeling
| Acteur                  | Personage           |
| ----------------------- | ------------------- |
| James Hyndman           | Boris Malinovsky    |
| Simone-Élise Girard     | Béatrice Malinovsky |
| Denis Lavant            | Onbekende man       |
| Isolda Dychauk          | Klara               |
| Dounia Sichov           | Helga               |
| Laetitia Isambert-Denis | Justin Malinovsky   |
| Bruce La Bruce          | Canadees premier    |
| Louise Laprade          | Pauline Malinovsky  |